# Carl Fredrik Fernstedt
Carl Fredrik Fernstedt, född 1761, död 16 april 1806, var mellan 1787 och 1806 aktör vid Kungliga Operan i Stockholm. Han blev 1783 elev vid operan. Fernstedt var gift med Charlotta Sofia Nordin (1770-1794).

## Roller
| År   | Roll                         | Produktion                     | Regi | Teater                  |
| ---- | ---------------------------- | ------------------------------ | ---- | ----------------------- |
| 1786 | Sten Stures skugga           | Gustaf Wasa                    |      | Gustavianska operahuset |
| 1787 | Pilad                        | Electra                        |      | Gustavianska operahuset |
| 1788 | Jacob Pontusson de la Gardie | Gustaf Adolf och Ebba Brahe.   |      | Gustavianska operahuset |
| 1793 | Eskil                        | Folke Birgersson till Ringstad |      | Gustavianska operahuset |
| 1793 | En officier                  | Azemia                         |      | Gustavianska operahuset |
| 1793 | Alcides                      | Alcides inträde i världen      |      | Arsenalsteatern         |
| 1799 | Acast                        | Panurge på Lanterne-ön         |      | Gustavianska operahuset |
| 1800 | En härold                    | Oedipe i Athen                 |      | Gustavianska operahuset |